# Brenda Smith
Brenda Andrea Smith Lezama (Georgia, Estados Unidos, 25 de mayo de 1994) es una actriz, periodista, modelo y ganadora de un concurso de belleza panameño-estadounidense que fue coronada Señorita Panamá 2021. Representó a Panamá en el certamen Miss Universo 2021.

## Biografía

### Vida personal
Smith nació en Georgia, Estados Unidos. Su padre es de Panamá y su madre es mexicana. Smith recibió una licenciatura en periodismo de la Universidad de Missouri. Ha aparecido en varios programas de televisión, incluidos PBS NewsHour, Dr. Drew on Call y MSNBC Live. En el 2018 apareció en las series de televisión El gordo y la flaca, República Deportiva, Nuestra Belleza Latina, ¡Despierta América! y Los Primos. También interpretó a una terapeuta en el cortometraje "Reversion". Interpretó a Verletta Walker en el cortometraje "Little Stylist", que se estrenó en los Estados Unidos el 1 de junio de 2019.

### Concurso de Belleza
Smith comenzó su carrera en concursos de belleza en 2012, ingresando al certamen Miss Georgia Teen USA 2012, donde quedó en segundo lugar. Smith ingresó y fue coronada en el certamen Miss Missouri Teen USA 2013 y fue reemplazada por Jayde Ogle. El 10 de agosto de 2013, Smith representó a Missouri en el certamen Miss Teen USA 2013 en el Grand Ballroom, Atlantis Paradise Island en Nasáu, Bahamas. Terminó en el Top 16. Smith ingresó y quedó en primer lugar en el certamen Miss Georgia USA 2017 y finalmente perdió ante la ganadora DeAnna Johnson de Hazlehurst. Smith compitió como MxU Ciudad de México, una de las 30 finalistas del concurso nacional de belleza de su país en Mexicana Universal 2020. Ocupó el segundo lugar y perdió ante la eventual ganadora Andrea Meza de Chihuahua.El 7 de noviembre de 2021, Smith participó y representó a Panamá Centro en el concurso Señorita Panamá 2021 en el Hotel Wyndham Convention Center de la Ciudad de Panamá.Al finalizar el evento, Smith ganó el título de Miss Universo Panamá 2021 y sucedió a Carmen Jaramillo.El 13 de diciembre de 2021, Smith representó a Panamá en el certamen Miss Universo 2021 en Eilat, Israel, y terminó en el Top 16.